# Świerczyny (Couïavie-Poméranie)
Pour les articles homonymes, voir Świerczyny.
Świerczyny est un village plonais situé en Couïavie-Poméranie, dans le gmina (commune) de Łysomice.